# Элисет ап Гуилог ап Теудур
Элисед ап Гвилог (валл. Elisedd ap Gwylog;) — король Брихейниога в конце X века.

Брихейниог в составе Дехейбарта (986—999 годы)

## Биография
Элисед был сыном правителя Брихейниога Гуилога ап Теудура, возможно родился около 970 года. По другим данным он родился около 930 года.
Есть предположения, что он разделил Брихейниог на шесть частей.
В его годы правления Брихейниог попал под власть наиболее сильного уэльского государства — Дехейбарт. В 970—980-х годах Эйнион ап Оуайн, сын и наследник Оуайна Дехейбартского, возможно, захватил Брихейниог. В ответ король Хивел Гвинеддский при поддержке Элфхере Мерсийского в 980 и 981 годах совершил походы в Дехейбарт. Эйнион победил их в Ллануэноге и в Брихейниоге.
Зависимость от Дехейбарта сохранялась и при брате Эйниона — Маредиде (986—999) . Некоторые исследователи выказывают сомнения, что Маредид имел влияние в Поуисе и был правителем Брихейниога. Хотя историк Кэри Монд предполагает, что Брихейниог в то время могло быть под властью и управлением Дехейбарта. Если это так, то следующим, кто контролировал территорию Брихейниога был Айдан ап Блегиврид, который согласно Гвентианской Хронике, спланировал войну ещё в 994 году, а в 999 году повел армию в Кередигион и захватил территорию Маредида около 1000 года.
Из вышесказанного следует, что Элисед не был суверенным правителем. Неизвестно когда он умер. Ему наследовал его сын Грифид ап Элисед.